# Índex cintura/maluc

Mesura de l'índex cintura/maluc

Proporcions amb dos diferents ICM.

L'índex cintura/maluc (ICM) és el quocient que resulta de dividir el perímetre de la cintura d'una persona pel perímetre del seu maluc.
Els estudis indiquen que una relació entre cintura i maluc superior a 1.0 en homes ia 0,9 en dones està associada a un augment en la probabilitat de contraure diverses malalties (diabetis, malalties coronàries, tensió arterial, entre altres).
L'índex s'obté mesurant el perímetre de la cintura a l'altura de l'última costella flotant, i el perímetre màxim del maluc a nivell dels glutis.
{\displaystyle {\mbox{ICM}}={\frac {cintura(cm)}{maluc(cm)}}}
interpretació:
- ICM = 0,71-0,84 normal per a dones.
- ICM = 0,78-0,94 normal per a homes.
- Valors majors: Síndrome androide (cos de poma).
- Valors menors: Síndrome ginecoide (cos de pera).